# Alkanna

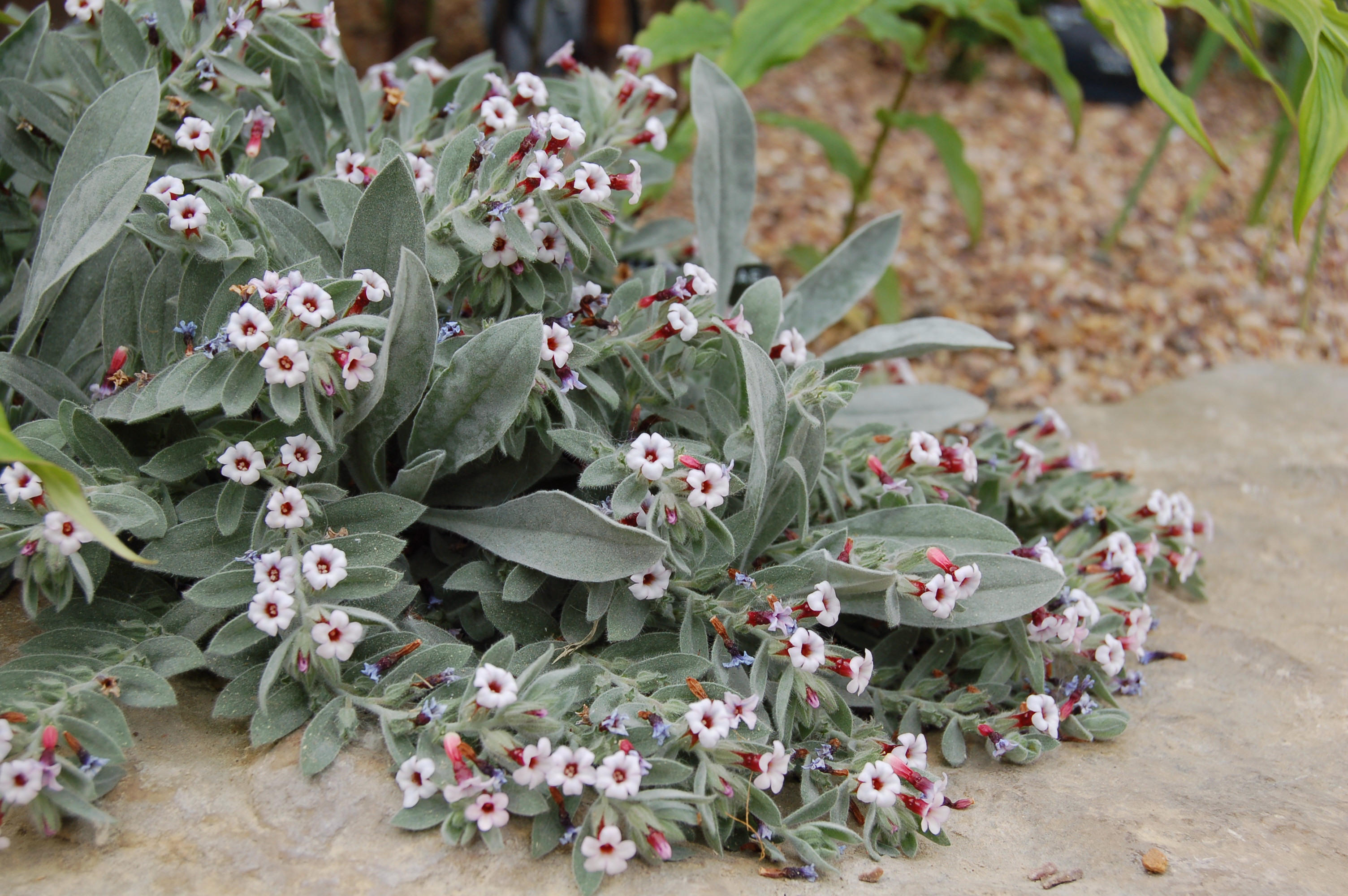
Alkanna oreodoxa

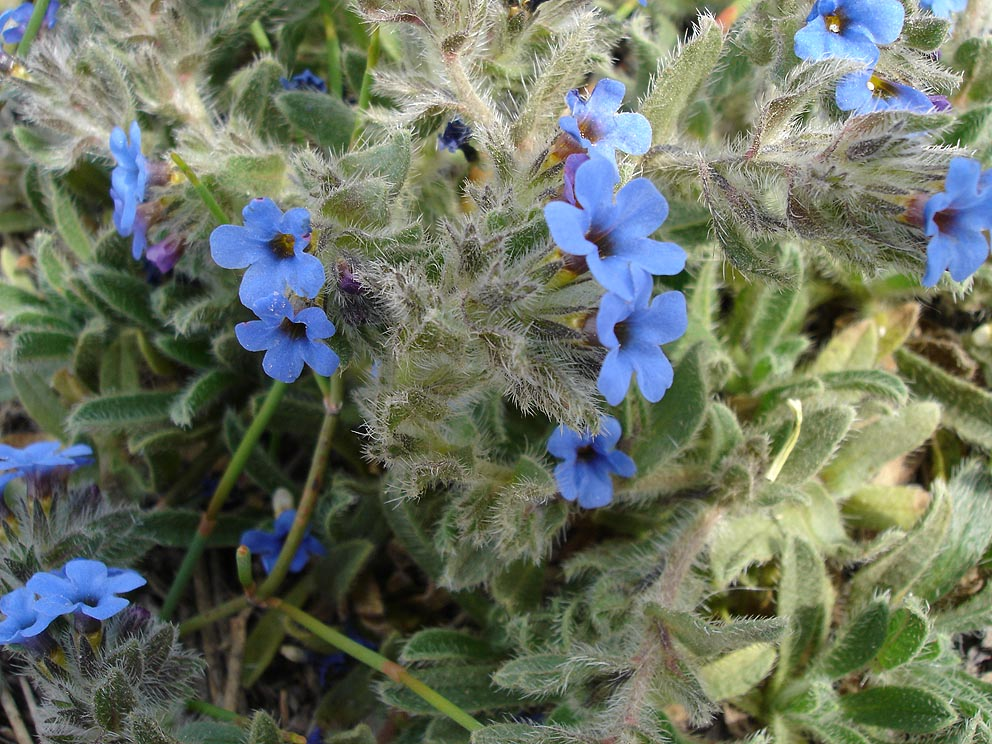
Alkanna matthioli

Alkanna, czerwienica (Alkanna) – rodzaj roślin należący do rodziny ogórecznikowatych (Boraginaceae). Obejmuje około 40–50 gatunków. Występują one w południowej Europie (17 gatunków), północnej Afryce i w Azji południowo-zachodniej sięgając po Iran na wschodzie. Centrum zróżnicowania jest Turcja, gdzie występuje 31 gatunków z tego rodzaju. W Polsce w naturze tylko jako przejściowo dziczejący (efemerofit) zarejestrowany został jeden gatunek – alkanna pierwiosnkowata A. primuliflora. Rośliny te rosną w miejscach suchych, skalistych, trawiastych, także na porzuconych gruntach rolnych. 
Dawniej duże znaczenie jako roślina barwierska, dostarczająca czerwonego (karminowego) barwnika, miała alkanna barwierska. Niektóre gatunki, zwłaszcza alkanna wschodnia A. orientalis i Alkanna aucheriana uprawiane bywają jako rośliny ozdobne.

## Morfologia
PokrójByliny osiągające do 40 cm wysokości, często jednak niskie – o pędach płożących się lub tylko podnoszących się, rozgałęzionych.
LiścieSkrętoległe, pojedyncze, owłosione.
Kwiaty5-krotne, niebieskie, żółte lub białe. Działki kielicha zrośnięte tylko u nasady. Płatki korony zrośnięte u nasady w zwykle krótką i ciemniejszą od reszty korony rurkę z owłosioną gardzielą. Końce płatków zaokrąglone. Pręciki równej długości, krótsze od rurki korony, ich nitki bardzo krótkie, pylniki krótkie. Zalążnia górna, czterokomorowa, z pojedynczą szyjką słupka nie wystającą z rurki korony.
OwoceRozłupnie rozpadające się na cztery pomarszczone brązowe lub czarne rozłupki.

## Systematyka
Rodzaj należy do plemienia Lithospermeae w podrodzinie Boraginoideae Arnott w obrębie rodziny ogórecznikowatych Boraginaceae.
Wykaz gatunków
- Alkanna amana Rech.f.
- Alkanna angustifolia Sümbül
- Alkanna areolata Boiss.
- Alkanna attilae P.H.Davis
- Alkanna aucheriana A.DC.
- Alkanna auranitica Mouterde
- Alkanna bracteosa Boiss.
- Alkanna caliensis Heldr. ex Boiss.
- Alkanna cappadocica Boiss. & Balansa
- Alkanna chrysanthiana Kit Tan
- Alkanna confusa Sam. ex Rech.f.
- Alkanna corcyrensis Hayek
- Alkanna cordifolia K.Koch
- Alkanna dumanii Sümbül
- Alkanna frigida Boiss.
- Alkanna froedinii Rech.f.
- Alkanna galilaea Boiss.
- Alkanna graeca Boiss. & Spruner
- Alkanna haussknechtii Bornm.
- Alkanna hirsutissima (Bertol.) A.DC.
- Alkanna hispida Hub.-Mor.
- Alkanna incana Boiss.
- Alkanna × intercedens Rech.f.
- Alkanna jordanovii St.Kozhukharov
- Alkanna kotschyana A.DC.
- Alkanna leiocarpa Rech.f.
- Alkanna leptophylla Rech.f.
- Alkanna lutea A.DC.
- Alkanna macrophylla Boiss. & Heldr.
- Alkanna macrosiphon Boiss. & Heldr.
- Alkanna maleolens Bornm.
- Alkanna megacarpa A.DC.
- Alkanna methanaea Hausskn.
- Alkanna milliana Sümbül
- Alkanna mughlae H.Duman, Güner & Cagban
- Alkanna noneiformis Griseb.
- Alkanna oreodoxa Hub.-Mor.
- Alkanna orientalis (L.) Boiss. – alkanna wschodnia
- Alkanna pamphylica Hub.-Mor. & Reese
- Alkanna pelia (Halácsy) Rech.f.
- Alkanna phrygia Bornm.
- Alkanna pinardi Boiss.
- Alkanna pindicola Hausskn.
- Alkanna prasinophylla Rech.f.
- Alkanna primuliflora Griseb. – alkanna pierwiosnkowata
- Alkanna pseudotinctoria Hub.-Mor.
- Alkanna pulmonaria Griseb.
- Alkanna punctulata Hub.-Mor.
- Alkanna sandwithii Rech.f.
- Alkanna sartoriana Boiss. & Heldr.
- Alkanna saxicola Hub.-Mor.
- Alkanna scardica Griseb.
- Alkanna shattuckia Post
- Alkanna sieberi A.DC.
- Alkanna sieheana Rech.f.
- Alkanna stojanovii St.Kozhukharov
- Alkanna stribrnyi Velen.
- Alkanna strigosa Boiss. & Hohen.
- Alkanna syriaca (Boiss. & Hohen.) Boiss.
- Alkanna tinctoria (L.) Tausch – alkanna barwierska
- Alkanna trichophila Hub.-Mor.
- Alkanna tubulosa Boiss.
- Alkanna verecunda Hub.-Mor.
- Alkanna viscidula Boiss.